# It Don’t Come Easy
It Don’t Come Easy ist ein Lied von Ringo Starr, das im April 1971 als Single bei Apple Records veröffentlicht wurde. Die Single erreichte in Kanada Platz 1 der Hitparade, in den USA und im Vereinigten Königreich kam sie jeweils bis Platz 4. Es war Starrs erste Solosingle in Großbritannien und seine zweite Solosingle in den USA. Dort war zuvor bereits der Titel Beaucoups of Blues, eine Auskopplung aus seinem gleichnamigen Album, erschienen.

## Entstehung
Obwohl Ringo Starr als einziger Autor des Stücks genannt wird, schreibt Bruce Spizer (Autor zahlreicher Bücher über die Beatles), dass er beim Komponieren des Liedes umfangreiche Hilfe von George Harrison erhalten habe. Starr gestand dies später ein. In seinem Auftritt in der Serie Storytellers die bei VH1 (Staffel 3, Episode 4) im Jahr 1998 lief, kündigte Starr das Lied mit der Erklärung an, es mit Harrison gemeinsam geschrieben zu haben. Er führte weiter aus, dass Harrison vorgeschlagen habe, dass die letzte Strophe von Gott handeln solle, was Starr ablehnte. Auch Harrisons folgenden Vorschlag, stattdessen über Hare Krishna zu singen, lehnte er ab. Schließlich schlug Harrison vor, Frieden als Thema zu nehmen, worauf sie sich einigen konnten.

## Aufnahmen

### Erste Version
Die Aufnahmen für It Don’t Come Easy begannen am späten Abend des 18. Februar 1970 in Studio 2 der Abbey Road Studios, während der Arbeiten am Album Sentimental Journey. Zu diesem Zeitpunkt trug das Stück noch den Namen You Gotta Pay Your Dues. Bei dieser ersten Session fungierte George Martin als Produzent, George Harrison spielte die akustische Gitarre und leitete die anderen Musiker – Ringo Starr (Schlagzeug), Klaus Voormann (E-Bass) und Stephen Stills (Klavier). Es entstanden zwanzig Backing Tracks, bevor das gewünschte Ergebnis eingespielt war. Starr nahm anschließend seinen Gesang auf und Harrison zwei elektrische Gitarren. Um 4 Uhr morgens waren die Aufnahmen beendet und eine Stereoabmischung erstellt.
Am 19. Februar 1970, nachdem die Overdubs für Love Is a Many-Splendored Thing abgeschlossen waren, nahm Starr eine neue Gesangsspur für You Gotta Pay Your Dues auf. Harrison war an diesem Abend nicht anwesend, es besteht aber die Möglichkeit, dass Eric Clapton beteiligt war. Während der Session entschied Starr, das Stück ganz neu aufzunehmen. In der Zeit zwischen 19 und 23 Uhr wurde an einem neuen Backing Track gearbeitet. Take 30 wurde als bester markiert und per Overdub-Verfahren um zwei Bass-Passagen ergänzt. Aber auch mit dieser Neufassung war Starr nicht zufrieden und ein dritter Versuch wurde unternommen.

### Offizielle Version
Die Aufnahmen für die dritte Fassung von It Don’t Come Easy fanden am 8. März 1970 in London in den Trident Studios statt. George Harrison wirkte als Produzent und spielte Gitarre. Erneut beteiligt waren Klaus Voormann (E-Bass) und Stephen Stills (Klavier). Neu dabei waren unter anderem Mal Evans (Tamburin) und Ron Cattermole (Saxophon, Trompete). Am 11. März 1970 wurden im gleichen Studio Overdubs hinzugefügt. Anschließend dauerte es bis zum Oktober 1970, bis die Arbeiten am Stück fortgesetzt wurden, darunter eine neue, von Gary Wright eingespielte Klavierspur. Es folgte noch eine Aufnahme von Maracas, die von Jim Keltner gespielt wurden, der sich 2002 in einem Interview erinnerte, dass er kurz zuvor im Februar 1971 in London angekommen war, um den Nachwirkungen des Erdbebens in Los Angeles zu entkommen.
Als Berichte von den Arbeiten am Stück im März 1970 die Presse erreichten, hatte Apple die Musikpresse wissen lassen, dass es absolut keine Pläne gäbe, die Aufnahme zum aktuellen Zeitpunkt als Single zu veröffentlichen. In der Tat blieb das Lied bis Anfang 1971 offiziell unveröffentlicht. Eine frühe Abmischung mit Harrison als Sänger war allerdings bereits auf Bootlegs erschienen. Während die Instrumentierung fast identisch zur später offiziell veröffentlichten Version ist, es fehlen die Blasinstrumente, ist während des Gitarrensolos deutlich zu hören, wie die Begleitsänger Pete Ham und Tom Evans (beide Mitglieder der Gruppe Badfinger) Hare Krishna singen. In der offiziellen Version ist dieser Hintergrundgesang in der Abmischung nur sehr leise zu hören. Ein weiterer Unterschied der Bootleg-Version besteht darin, dass nach dem Gitarrensolo keine Strophe folgt, sondern die Gitarren-Phrase, mit der das Stück beginnt, wiederholt wird, während die Begleitsänger zweimal “it don’t come, oh no, you know it don’t come easy” singen. Erst danach folgt die Rückkehr zu den Strophen und Refrains.

## Veröffentlichung und Kritiken
It Don’t Come Easy wurde am 9. April 1971 im Vereinigten Königreich (Katalognummer Apple R5898) und am 16. April 1971 in den USA (Katalognummer Apple R1831) als Single veröffentlicht. Auf der B-Seite befand sich die Starr-Komposition Early 1970.
Alan Smith beschrieb das Stück 1971 in seiner Kritik im NME als zweifellos eines der besten Stücke, die Starr je gemacht habe und hob die sehr starke Hookline des Lieds und Harrisons Leistung als Produzent hervor. Mit Starrs Gesang war Smith nicht ganz so zufrieden, schloss seine Besprechung aber mit den Worten ab:

“But on the credit side we have an inventive mind and a dry wit coming more and more into play with better songs. One day he may even write a masterpiece.”

„Aber auf der Haben-Seite haben wir einen erfindungsreichen Geist und einen trockenen Witz, der sich mehr und mehr mit besseren Stücken zeigt. Eines Tages schreibt er vielleicht sogar ein Meisterstück.“

Auch die Kritik im US-amerikanischen Musikmagazin Billboard fand positive Worte und bezeichnete die Single als Starrs kommerziellste Sololeistung bis dato und sagte eine gute Chartplatzierung voraus. Die Single kam bis auf Platz 4 der Billboard Hot 100. Die gleiche Platzierung nahm sie in der britischen Single-Hitparade ein. It Don’t Come Easy verkaufte sich besser als die Singles von Starrs ehemaligen Bandkollegen, die zu jener Zeit auf dem Markt waren: John Lennons Power to the People, Paul McCartneys Another Day und Harrisons Bangla Desh.
Am 22. April 1971 war ein Musikvideo für das Stück in der BBC-Musiksendung Top of the Pops zu sehen. Am 27. April 1971 drehte Starr in Norwegen ein zweites Musikvideo für It Don’t Come Easy, das am 29. April 1971 in einer neuen Folge von Top of the Pops ausgestrahlt wurde. Eine am 24. Juni 1971 gefilmte Liveaufnahme des Stücks wurde am 27. November 1971 in der BBC-Fernsehshow Cilla gezeigt.
Begleitet unter anderem von Harrison, Voormann und Keltner spielte Starr It Don’t Come Easy im August 1971 beim Konzert für Bangladesch, wobei er einige Worte des Textes vergaß. Der Auftritt ist auf dem Dreifachalbum The Concert for Bangladesh enthalten. Auf einem Album erschien die Studioversion erstmals 1975 auf Starrs Kompilation Blast from Your Past. Das Stück wurde 1978 auch in der von NBC ausgestrahlten Sondersendung Ringo verwendet. Obwohl Starr extra neue Versionen für diese Sendung aufnahm, wurde die alte Studiofassung benutzt.
Starrs Neuaufnahme seines Hits aus dem Jahr 1972 Back Off Boogaloo für das Album Stop and Smell the Roses enthält mehrere musikalische Zitate, darunter auch It Don’t Come Easy. Am 12. März 1984 veröffentlichte EMI im Vereinigten Königreich die Single It Don’t Come Easy / Back Off Boogaloo im Rahmen ihrer Golden-45s-Reihe.
Ringo Starr spielt It Don’t Come Easy regelmäßig bei Konzerten mit seiner All-Starr Band. Das Stück befindet sich seit 1989 auf der Setlist und wurde mit Ausnahme des Jahres 1992 bei jeder Tournee gespielt. Liveaufnahmen des Titels sind auf mehreren Konzertalben enthalten (Ringo Starr and His All-Starr Band, Ringo Starr and His Third All-Starr Band Volume 1, VH1 Storytellers, Extended Versions, Tour 2003, Ringo Starr: Live at Soundstage, Ringo Starr & His All Starr Band Live 2006 und Live at the Greek Theatre 2008). Eine Liveversion erschien in den USA auf einer Bonus-CD-Single, die es zur Deluxe-CD-Ausgabe des Albums Ringo Starr and His All-Starr Band gab. 1991 war It Don’t Come Easy eines der Bonusstücke der CD-Ausgabe des Albums Ringo, neben Down and Out und Early 1970. Das Lied Don’t Go Where the Road Don’t Go von Starrs Album Time Takes Time aus dem Jahr 1992 enthält im Text eine Anspielung auf It Don’t Come Easy: “Well I said it don’t come easy, well I sure know how it feels”. Eine weitere Hommage findet sich im Lied Eye to Eye vom Album Ringo Rama aus dem Jahr 2003, das mit den Zeilen “Remember when I said it don’t come easy, that seems so long ago” beginnt.

## Coverversionen
Die US-amerikanische Rockband The Smithereens veröffentlichte eine Coverversion des Stücks 1995 auf ihrem Album Attack of the Smithereens.

## Besetzung
Die folgenden Musiker spielten bei der Aufnahme der offiziell veröffentlichten Version von It Don’t Come Easy:
- Ringo Starr – Gesang, Schlagzeug
- George Harrison – Gitarren
- Gary Wright – Klavier
- Klaus Voormann – E-Bass
- unbekannt – Bläser
- Pete Ham, Tom Evans – Begleitsänger